# سوکوس
سوکوس (از فرانسوی secousse به معنای حرکت سریع") یک ژانر موسیقی رقص از کنگو-کینشازا و کنگو-برازاویل است.  این آهنگ از رومبای کنگویی در دهه 1960 مشتق شد و به خاطر ریتم های رقص سریع و بداهه نوازی‌های پیچیده گیتار معروف شد،  و در دهه 1980 در فرانسه به محبوبیت چشمگیری دست پیدا کرد.  گرچه روزنامه‌نگاران این نوع رقص با رومبای کنگو یکی قلمداد می‌کنند، هم موسیقی و هم رقص سوکوس با رومبای سنتی بسیار متفاوت است؛ به ویژه در سرعت بالاتر و هنگام رقص‌های طولانی‌تر.  از هنرمندان برجستهٔ این ژانر می‌توان به فرانکو لوامبو، پاپا ومبا، سام منگوانا ، تابو لی روشرو و پپه کاله اشاره کرد. 